# Deepwater Horizon

Navios combatem o incêndio da Deepwater Horizon, no Golfo do México (20 de abril de 2010).

Deepwater Horizon era uma sonda petrolífera semissubmersível de posicionamento dinâmico em águas ultraprofundas, construída em 2001. O propósito da torre era perfurar poços de petróleo off shore, no subsolo marinho, podendo ser deslocada segundo as necessidades. Uma vez que se terminava de perfurar, a extração era realizada por outra equipe.
A plataforma era propriedade de Transocean e estava arrendada à British Petroleum até setembro de 2013. Em setembro de 2009, perfurou o poço petroleiro mais profundo da história.
A Deepwater Horizon afundou  a 22 de abril de 2010, como resultado de uma explosão que ocorrera dois dias antes.

## Descrição
Deepwater Horizon era uma sonda petrolífera de desenho RBS-8D de quinta geração, semi submersível, de posicionamento dinâmico e de águas ultraprofundas, cujas brocas perfuravam o leito marinho, enquanto outro tipo de torres e plataformas eram utilizadas para produzir petróleo de poços já perfurados. A torre tinha 121 metros de comprimento por 78 metros de largura e, de acordo com as declarações de Billy Nungesser, presidente da Paróquia de Plaquemines, Luisiana, era uma das maiores sondas de perfuração de águas profundas. Podia operar em águas de até 2400 metros de profundidade, e tinha uma profundidade máxima de perfuração de 9100 metros. A torre podia alojar até 130 membros da tripulação.
A sonda semi-submersível navegava até a posição de perfuração e contava com pontões e quatro colunas que se submergiam parcialmente quando a torre era lastreada.

## História
Desenhada originalmente para R&B Falcon, Deepwater Horizon foi construída pela Hyundai Heavy Industries em Ulsan, na Coreia do Sul. A sua construção começou em dezembro de 1998 e foi entregue em fevereiro de 2001, depois da compra de R&B Falcon pela Transocean. Foi a segunda torre petrolífera construída da sua classe, embora a Deepwater Nautilus, a sua predecessora, não tivesse posicionamento dinâmico. Após arribar ao Golfo do México, a Deepwater Horizon foi contratada pela BP Exploration. O seu trabalho incluía a perfuração de poços petrolíferos nas jazidas Atlantis e Thunder Horse, uma descoberta de 2006 na jazida Kaskida e na jazida Tiber em 2009. A 2 de setembro de 2009, a Deepwater Horizon perfurou na jazida Tiber o depósito de petróleo e gás mais profundo até o momento, com uma profundidade vertical de 10 685 metros e uma profundidade medida de 10 685 m, dos quais 1259 m eram água.
Em 2002 a plataforma foi atualizada com "e-drill", um sistema que monitora a perfuração e através do qual os técnicos em Houston, Texas, recebiam informação em tempo real do processo de perfuração da torre, bem como informação sobre manutenção e erros.
Antes do acidente, a Deepwater Horizon trabalhava no Canhão Mississippi da BP, no bloco 252, conhecido como o prospeto Macondo. A torre encontrava-se a 80 quilômetros da costa sudeste de Luisiana.
Em outubro de 2009, a BP estendeu o contrato por três anos mais, os quais contar-se-iam a partir de setembro de 2010. Estima-se que o contrato de arrendamento foi feito por 544 milhões de dólares.

### Explosão e derrame
A sonda estava na fase final da perfuração de um poço no Canion do Mississippi bloco 252, no Golfo do México, quando o último revestimento havia sido cimentado com pasta nitrogenada, uma solução não convencional oferecida pela empresa terceirizada Halliburton. Este é um processo delicado, pois há possibilidade de os fluidos do poço serem libertos descontroladamente. A 20 de abril de 2010 aconteceu uma explosão na torre, e esta incendiou-se. Morreram onze pessoas em consequência deste acidente, sete trabalhadores foram evacuados para a estação aérea naval em Nova Orleans e levados para o hospital. Barcos de apoio lançaram água à torre numa infrutífera tentativa de extinguir as chamas. Deepwater Horizon afundou-se a 22 de abril de 2010, em águas de aproximadamente 1500 metros de profundidade, e os seus restos foram encontrados no leito marinho a aproximadamente 400 metros a noroeste do poço.
O derrame de petróleo resultante prejudicou o habitat de centenas de espécies. A BP anunciou em 17 de julho de 2010 ter conseguido estancar temporariamente o derrame de petróleo, depois de instaladas novas válvulas que conseguiram travar o derrame.